# Palaeopsylla incurva
Palaeopsylla incurva är en loppart som beskrevs av Jordan 1932. Palaeopsylla incurva ingår i släktet Palaeopsylla och familjen mullvadsloppor. Inga underarter finns listade i Catalogue of Life.